# 第2高射特科大隊
第2高射特科大隊（だいにこうしゃとっかだいたい、JGSDF 2nd Antiaircraft Artillery Battalion）は、陸上自衛隊旭川駐屯地（北海道旭川市）に駐屯する第2師団隷下の高射特科部隊である。

## 概要
第2高射特科大隊長は2等陸佐が充てられ、本部管理中隊、3個の高射中隊からなる。第2師団には戦車連隊があるため他の師団と異なり3個高射中隊編成となっており第3高射中隊に87式自走高射機関砲が配備されている。
1988年（昭和63年）3月に第2特科連隊の高射特科部隊である第6大隊を第2高射特科大隊として分離独立し、第2師団直轄部隊となる。

## 沿革
第62連隊第5大隊
- 1950年（昭和25年）5月1日：警察予備隊第2管区隊第62連隊第5大隊として恵庭駐屯地において編成完結。
- 1953年（昭和28年）1月11日：第62連隊第5大隊が恵庭駐屯地から旭川駐屯地へ移駐。

第2特科連隊第5大隊
- 1954年（昭和29年）7月1日：陸上自衛隊発足により、第62連隊第5大隊が第2特科連隊第5大隊に称号変更。
- 1955年（昭和30年）9月1日：第2特科連隊第5大隊が旭川駐屯地から上富良野駐屯地へ移駐。

第2特科連隊第6大隊
- 1962年（昭和37年）
  - 1月18日：第2管区隊の第2師団への改編に伴い、第2特科連隊第5大隊が第2特科連隊第6大隊に改編。
  - 3月7日：第2特科連隊第6大隊が上富良野駐屯地から旭川駐屯地へ移駐。
- 1972年（昭和47年）3月24日：35mm2連装高射機関砲 L-90配備に伴い改編。
- 1986年（昭和61年）3月25日：81式短距離地対空誘導弾配備に伴い改編。
- 1988年（昭和63年）3月24日：第2特科連隊第6大隊（旭川駐屯地）が廃止。

第2高射特科大隊
- 1988年（昭和63年）3月25日：第2高射特科大隊として分離・独立、師団直轄となる。
- 2008年（平成20年）3月26日：後方支援体制変換に伴い、整備部門を第2後方支援連隊第2整備大隊高射直接支援隊へ移管｡
- 2012年（平成24年）3月26日：対空戦闘指揮統制システム（ADCCS）が配備される。
- 2022年（令和04年）3月17日：93式近距離地対空誘導弾装備の1個小隊を第3即応機動連隊へ異動。

## 部隊編成
- 第2高射特科大隊本部
- 本部管理中隊「2高特-本」：対空戦闘指揮統制システム（ADCCS）、対空レーダ装置 JTPS-P14、低空レーダ装置 JTPS-P18
- 第1高射中隊「2高特-1」：93式近距離地対空誘導弾
- 第2高射中隊「2高特-2」：81式短距離地対空誘導弾
- 第3高射中隊「2高特-3」：87式自走高射機関砲

## 整備支援部隊
- 第2後方支援連隊第2整備大隊高射直接支援隊「2後支-2整-高」（旭川駐屯地）：2008年（平成20年）3月26日から

## 主要装備
- 87式自走高射機関砲
- 81式短距離地対空誘導弾（C）
- 93式近距離地対空誘導弾
- 96式装輪装甲車
- 対空戦闘指揮統制システム（ADCCS）
- 対空レーダ装置 JTPS-P14
- 低空レーダ装置 JTPS-P18

- 1/2tトラック / 73式小型トラック
- 1 1/2tトラック / 73式中型トラック
- 3 1/2tトラック / 73式大型トラック
- 12.7mm重機関銃

- 89式5.56mm小銃